# Akira Haraguchi
Akira Haraguchi (原口 證) (1946) é um engenheiro japonês aposentado que trabalha como consultor de saúde mental e de negócios na cidade de Mobara. É conhecido por memorizar e recitar dígitos do número Pi.
Obteve o recorde mundial (100 000 digitos) após 16 horas de recitação, começando às 9h em 3 de outubro de 2006 e terminando à 1h28min do dia 4 de outubro de 2006. O evento foi filmado em um salão público de Kisarazu, leste de Tóquio. Haraguchi teve cinco minutos de descanso a cada duas horas para comer bolinhos de arroz e se manter disposto para completar a façanha. Até mesmo suas idas ao banheiro foram filmadas para provar que não havia fraudes. O recorde anterior de Haraguchi (83 431) foi obtido entre 1º de julho de 2005 e 2 de julho de 2005.
Apesar dos esforços de Haraguchi e da detalhada documentação, o Livro Guinness dos Recordes ainda não aceitou nenhum de seus recordes, e atribuem a outro japonês o recorde mundial, Hiroyuki Goto, que recitou o número Pi com 42 195 dígitos decimais em 1995.
Haraguchi vê a memorização do número Pi como "a religião do universo", e como uma expressão de sua busca vitalícia da eterna verdade.

## O sistema mnemônico de Haraguchi
Akira Haraguchi usa um sistema próprio, que relaciona símbolos Kana e números, permitindo que o número Pi seja lembrado como uma série de histórias. Esse método mnemônico já era conhecido e utilizado pelos antigos gregos e romanos.
Exemplo
0 ⇒ pode ser substituído por o, ra, ri, ru, re, ro, wo, on ou oh;
1 ⇒ pode ser substituído por a, i, u, e, hi, bi, pi, an, ah, hy, hyan, bya ou byan;